# 犬とナマズ THE DOG & THE CATFISH
『犬とナマズ THE DOG & THE CATFISH』（いぬとなまず）は、山内大輔監督の日本映画。日本初公開は2024年12月14日。2025年2月21日より別編集版である『痴態列島 乱熟てんこ盛り』が劇場公開。

## 概要
2020年に製作開始され映倫審査されたものの、日本で国内公開されず、2024年5月から6月にかけて行われたフランス・Cinema Interdit映画祭に出品され“最も狂った映画”賞（The prize for “craziest” film）を受賞。2024年12月14日、池袋・新文芸座での「ゴアフェス」で国内凱旋上映された。
監督の山内自身は同作品を「せめぎあう陰と陽の勢力が人間の悪意と善意を武器に戦うコズミックホラー」と説明している。
2025年2月21日、同作品の70分短縮編集版（R18版）である『痴態列島 乱熟てんこ盛り』が成人映画館で公開。R18版は成人映画館で上映されることを踏まえ、肉体損壊表現が大きく削られている。巨大ナマズ、赤いトランクの中身などストーリーの根幹をなす重要トピックも削られており、山内は「（これによって生まれた）歪さが、想定外の不穏な空気を醸成し、よりシュールなものになってると思います」と説明した。
なお2025年時点では劇場未公開ながら、ゴア描写表現を入れた80分編集版『痴態列島　乱熟てんこ盛り［R15+版］』も2022年2月4日付で映倫審査されている。

## あらすじ
刑務所から出てきた吉井は、かつて組織の犬を自称する命令を絶対視する殺し屋だった。一方、古びた木造アパートに暮らす細身のソープ嬢・フジコはかつて吉井の内縁の妻だった。彼女は毎日トランクに詰まった謎の物体に栄養を与えていた。

## 登場人物

### ナマズ組の一員、関係者
吉井
演 ‐ 川瀬陽太
10年間刑務所にいた殺し屋。言葉を発するとき、どもる癖を持つ。母親に虐待され、飼い犬をナタで殺された過去を持ち、心が孤独になると己の中で犬がむせび泣く。母の虐待は左手のひらに傷となって残っている。山本刑務官のことばを書き留めており、暴走する自分を沈めている。武器としてナタを隠し持つ。
フジコ
演 ‐ 蓮実クレア
新宿さくら通りにあるソープランドで働く無口な風俗嬢。左肩甲骨にナマズのタトゥーがある。風俗嬢は後述の吉井が帰ってくるまでの仮の姿であり、金づちを武器にする殺し屋。自宅にはトランクがあり、溶けた吉井の母を中に詰め込み生活する。
生活臭が薄く、血の通っていない雰囲気を持つ。
三沢
演 ‐ 森羅万象
ナマズのタトゥーのある殺し屋。武器はテグス。普段は河川敷でテントを張り生活するホームレスだが、三沢解体工業なる看板のかかる廃屋も管理する。
女幹部
演 ‐ ほたる
場末の酒場のけだるいママ。その実態はナマズ組の拠点であり、マスターから指示を受け、手駒の殺し屋たちへ命令を下す。スマホは苦手。
モエ
演 ‐ 須藤未悠
酒場の店員。やる気がなさそうに見えるが、ママの右腕。

### 市井の人々
マナミちゃん
演 ‐ 桜木優希音
犬のマルを探す小学生児童の格好をしたコスプレ女。犬のマルを探す張り紙の連絡先にかけることで彼女ともつながれる。
あかり
演 ‐ 篠崎かんな
河川や駅前ロータリー、商店街などの清掃ボランティアをする江口の妻。
容子
演 ‐ 里見瑤子
片目を失った片方だけサングラスの篤志家。畑が広がる瀟洒な洋館に住み、弱者救済の慈善事業を行っている。一方で手伝うものから浄財を貰っており、かつてはナマズ組の活動にも賛同していた。
江口
演 ‐ 安藤ヒロキオ
教師。先生と生徒というロールプレイでしか興奮できない性癖。あかりの旦那。

## スタッフ
- 監督・脚本・編集：山内大輔
- 撮影監督：中尾正人
- 録音：光地拓郎
- クリーチャーデザイン＆操演・特殊メイクアップ・造形：土肥良成
- 音楽・効果：project T&K、AKASAKA音効
- ラインプロデューサー・助監督：江尻大
- 撮影助手：戸羽正憲、神野誉晃、赤塚美幸
- 特殊メイクアップ＆造形助手：大森敦史、李華曦、小濱端希
- 美術・制作応援：貝原クリス亮
- 制作応援：藤原健一、大塚和雄
- スチール＆メイキング撮影：須藤未悠
- スチール：本田あきら
- 仕上げ：東映ラボ・テック
- 製作：VOID FILMS
- 提供・配給：オーピー映画